# Gaetano Callido
Gaetano Antonio Callido (Este, 14 gennaio 1727 – Venezia, 8 dicembre 1813) è stato un organaro italiano.
In 44 anni di attività costruì tra la Repubblica di Venezia (nord-est italiano, Istria e Dalmazia), l'Emilia-Romagna, il Trentino, le Marche, Malta e Istanbul ben 430 organi.

## Biografia

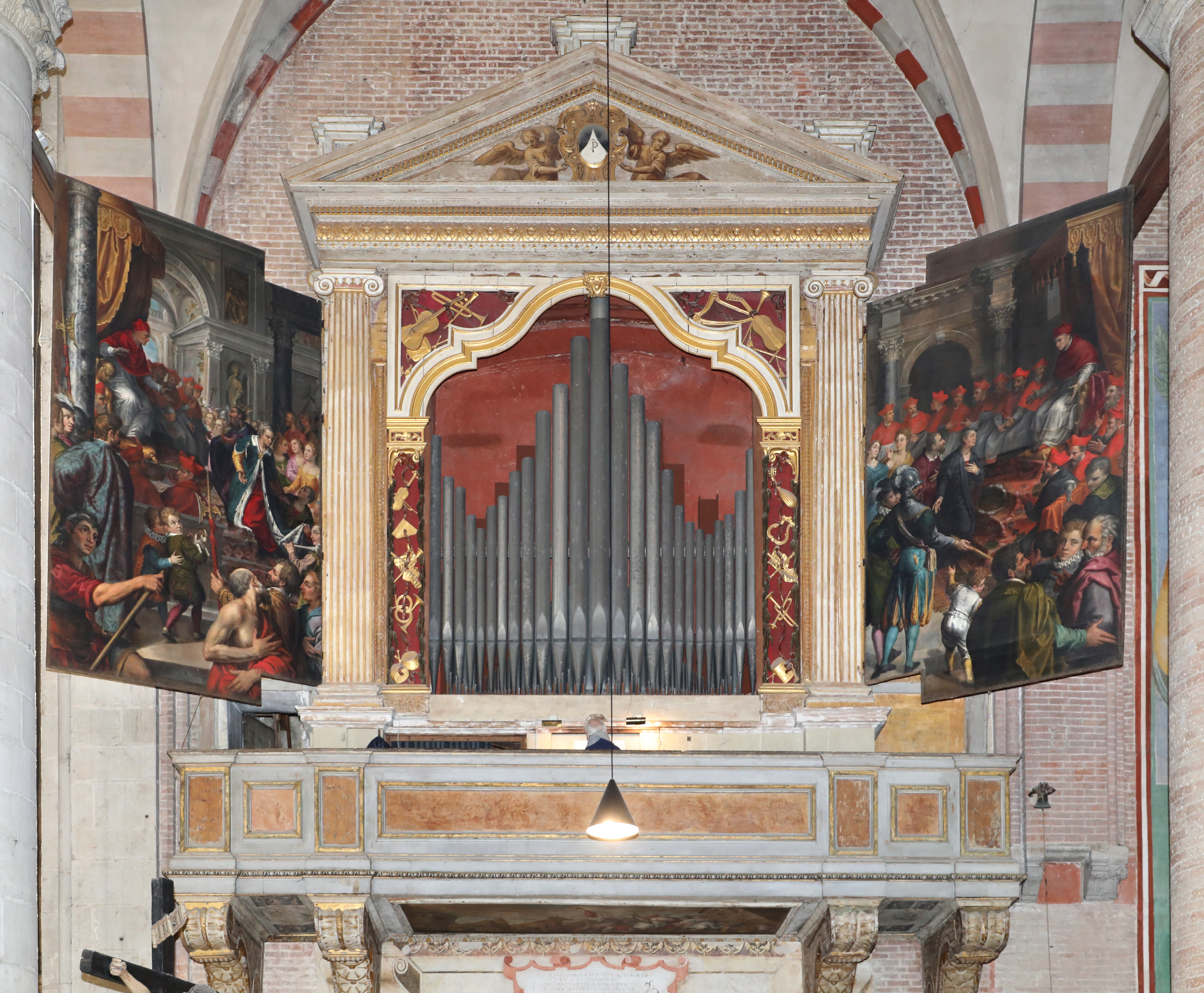
L'organo della chiesa di San Nicolò (Treviso).

A ragione del suo talento e della sua fama Callido come allievo superò presto il proprio maestro, il frate studioso di matematica e fisica di origini dalmate Pietro Nacchini. Nel 1742 iniziò la sua formazione presso quest'ultimo. Nel 1762 prese la decisione di terminare il suo rapporto di lavoro e di intraprendere la libera professione; tuttavia rimase in stretta amicizia con Nacchini. Callido fu stimato tanto dal suo maestro quanto dai suoi contemporanei.
Già nel 1763 si trovava in buona posizione, con sei organi (di cui uno con due manuali) da costruire. Nel corso di alcuni anni allargò il suo raggio d'azione non solo all'interno della Signoria di Venezia, bensì anche nell'Emilia-Romagna, nelle Marche (cui destinò circa un quarto della sua produzione) e perfino ad Istanbul, l'antica Costantinopoli (capitale dell'Impero ottomano).
Nelle scritture che il Callido stipulava con le varie committenze soleva definirsi "Professor d'Organi".

Nel 1766 ricevette l'onorevole incarico del rifacimento dei tre organi della Basilica di San Marco a Venezia. La sua instancabile attività - con un ritmo di costruzione medio di dieci organi l'anno - fu apprezzato anche dal senato veneziano, il quale prese la decisione di concedergli dal 27 marzo 1779 l'esenzione dei dazi doganali per il trasporto dei suoi strumenti al di fuori dei territori della repubblica, tanto era il prestigio che le sue opere arrecavano a Venezia. 

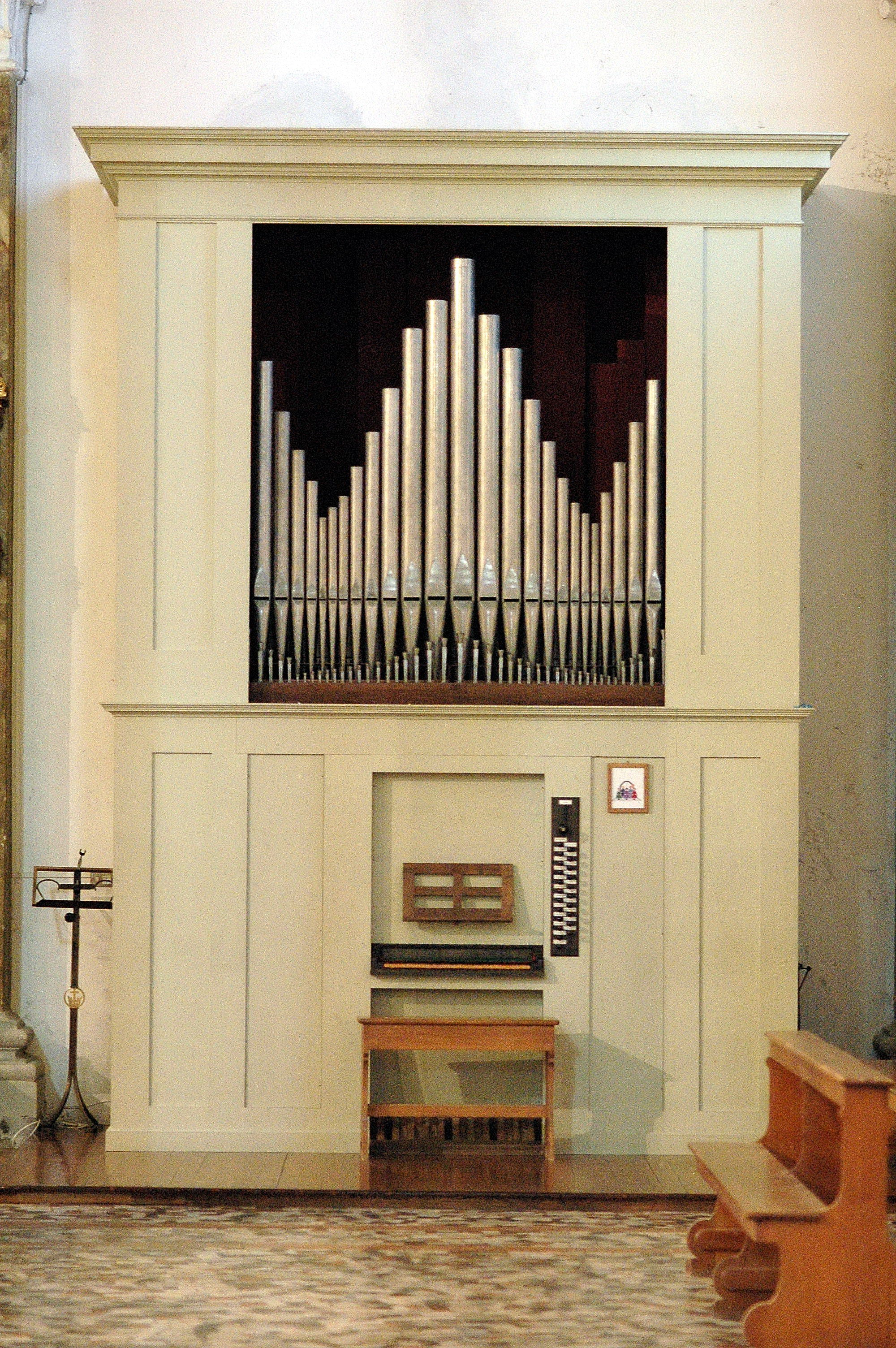
Organo Callido di S. Pietro al Natisone

Gli eventi politici e i mutamenti socio-economici della fine del XVIII secolo, specialmente in riferimento al decreto emanato dall'amministrazione napoleonica con il quale si sopprimevano le varie corporazioni religiose, sembra che non abbiano intaccato più di tanto il suo lavoro, il quale perdurò con lo stesso ritmo fino al 1806, quando la direzione dell'attività passò ai figli Antonio ed Agostino, che continuarono per alcuni anni l'attività paterna con un volume di realizzazioni sempre più contenuto. In seguito la bottega organaria di Callido fu rilevata dai Bazzani, già suoi lavoranti.

## Caratteristiche costruttive
Le opere del Callido rappresentano nel migliore dei modi la classica tipologia organaria neo-classica veneta, ovvero un tipo di strumento particolarmente "razionale" sia dal punto di vista strutturale che fonico, particolarmente "maneggevole" e semplice da usare. Le trasmissioni dei comandi sono integralmente meccaniche, "sospesa" quella dei manuali ed "indiretta" quella del pedale, indiretta a spinta quella dell'eventuale secondo organo od "eco". Solitamente un organo Callido ha un singolo manuale di 45 o 47 tasti (do1-do5 o do1-re5, ricoperti in legno di bosso ed ebano e con i cromatici variamente intarsiati a seconda dell'epoca di costruzione), con la prima ottava corta (o scavezza), o 57 tasti (do-1 - do5), o 62 tasti (do-1 - fa5, con prima ottava corta); più rari gli organi "doppi", dotati di due manuali ed altrettanti corpi fonici, di cui il secondo o Organo Eco è una versione ridotta dell'Organo Grande, spesso usata appunto per effetti di "eco". Le canne di prospetto sono quasi sempre disposte secondo il classico modulo della cuspide centrale con ali laterali. Per quanto concerne i registri, la disposizione fonica in genere include: principale (diviso in "bassi" e "soprani"), Ottava, Quintadecima, Decimanona, Vigesimaseconda, Vigesimasesta, Vigesimanona, (talvolta, negli strumenti maggiori, Trigesimaterza e Trigesimasesta), Voce Umana (nei soprani, accordata calante), Flauto in Ottava, Flauto in Duodecima, Cornetta (ovvero Flauto in XVII - nei soprani), uno o due registri ad ancia della famiglia dei regali a tuba corta (ad esempio Tromboncini 8' e/o Violoncello 8') e i più grandi presentano la Viola (o Violetta) 4'. Alla pedaliera - sempre unita al manuale - sono presenti Contrabassi, Ottave di Contrabbassi e Tromboni ad ancia 8' (o Serpentoni 8'), talvolta Duodecime di Contrabbassi. I somieri adottati - realizzati con essenze lignee di prima qualità e ben stagionate - sono sempre del tipo "a tiro". La firma del Maestro organaro di Este solitamente consiste in un logo impresso a fuoco su varie parti lignee dell'organo che contiene le lettere "G+C" (le iniziali del suo nome e cognome). Pedaliera: a leggio. Accessori: Tiratutti del Ripieno a manovella e a pedale, più raro, oltre al Tamburo acustico (a 3 o 4 canne). Il corista callidiano risulta di poco inferiore a quello moderno, mentre il tipo di temperamento adottato è leggermente inequabile, accostabile talvolta al "Vallotti" e talvolta al "Riccati".

## Il suono di uno strumento di Gaetano Callido
Il suono degli strumenti di Gaetano Callido o dei suoi più diretti allievi costruttori d'organi si definisce per alcune caratteristiche indiscutibili. Alcune di queste sono:
- l'intonazione generale cristallina e "spiccata";
- il Principale, dal suono delicatissimo ed avvolgente, leggero ma al tempo stesso corposo, grazie alla taglia abbondante delle sue misure;
- la purezza dei suoi Flauti (con canne generalmente "a cuspide"), che danno un suono pulito e penetrante;
- il Ripieno che, nonostante dia il massimo volume sonoro dello strumento, è ascoltabile senza alcun disturbo anche a pochi metri dalla cassa: ciò è dovuto alla pressione piuttosto bassa a cui "lavorano" i suoi registri, dell'ordine di 50/60 mm in colonna d'acqua. Non mancano tuttavia casi in cui si sono rilevate pressioni più alte, fino a 75 mm;
- l'intonazione decisa, ma mai sovrastante, dei bassi aperti alla pedaliera, che portano il nome di Contrabassi 16' e Ottava 8' (di rinforzo), solida base armonica dell'edificio sonoro. Negli strumenti di 12' è spesso presente anche la Duodecima 5 e 1/3'.

## Alcune opere superstiti

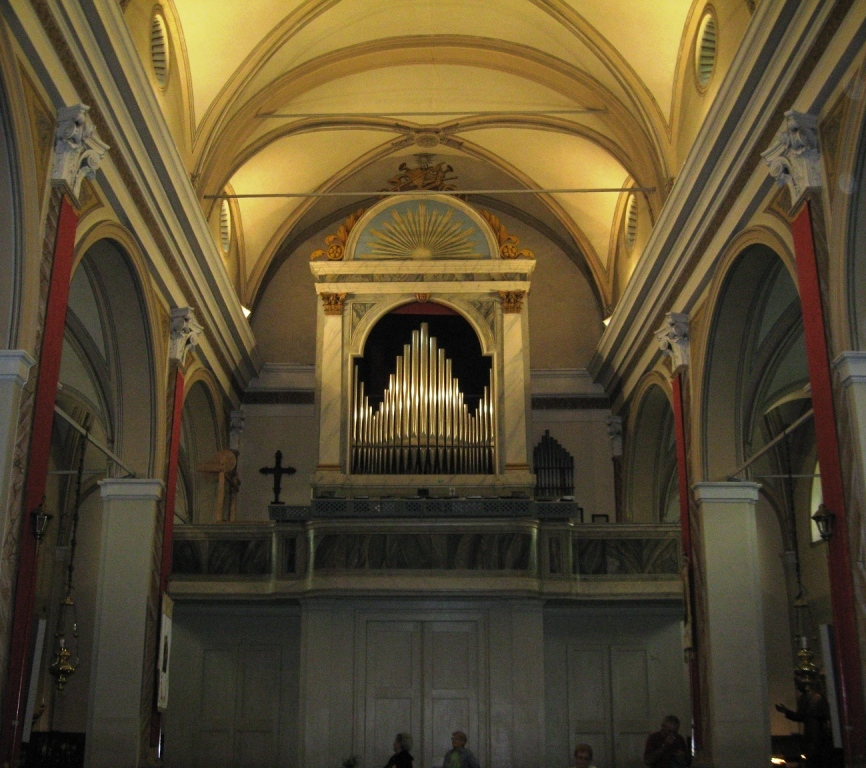
Organo Callido del 1801 nell'arcipretale di Canale d'Agordo (BL)

- Amandola, Ss. Trinità, 1794-98 (smontato in cantoria)
- Ancona
  - Chiesa di San Francesco alle Scale, 1796, realizzato per il Santuario Mariano di Loreto e inglobato nello strumento di Pacifico Inzoli costruito per lo stesso Santuario.[1]
- Anguillara Veneta
  - Chiesa nella frazione Borgoforte
- Apiro
  - Collegiata di S. Urbano, 1771 (op. 68)
  - Chiesa di S. Michele, 1774 (op. 97, proveniente dalla Chiesa di S. Francesco)
- Ascoli Piceno: 
  - Chiesa di San Cristoforo (Ascoli Piceno), 1763 (Op. 3, probabilmente lo strumento più antico tra quelli superstiti)
  - Chiesa di San Francesco (Ascoli Piceno), 1764 (Op. 11)
  - Chiesa di S. Maria Goretti, 1785 (Op. 216, nel catalogo indicato come 213, già nella chiesa di S. Antonio)
  - Cattedrale di Sant'Emidio, 1786 (Op. 223), andato quasi del tutto perduto nel 1853 e parzialmente riutilizzato nell'organo positivo del 1854
  - Chiesa di Santa Maria della Carità (Ascoli Piceno) (o della Scopa), 1786 (Op. 224)
- Barchi
  - Ss. Resurrezione, 1786 (op. 228)
- Borca di Cadore
  - Chiesa dei Santi Simone e Giuda, strumento doppio
- Bosaro
  - Chiesa di San Sebastiano
- Calceranica al Lago
  - Pieve di S. Maria Assunta
- Canal San Bovo
  - Chiesa Parrocchiale di San Bartolomeo Ap. e San Bovo
- Canale d'Agordo
  - Chiesa di San Giovanni Battista
- Castelfidardo
  - S. Francesco, 1777 (op. 126)
  - Collegiata S. Stefano, 1790 circa (proveniente dal Monastero di S. Caterina di Macerata)[2]
- Cervia  (RA)
- Chiesa di Santa Maria del Suffragio
- Cittadella:
  - Duomo SS Prosdocimo e Donato
- Civitanova Marche
  - Chiesa di S. Agostino, 1771 (op. 69)
  - Collegiata di S. Paolo, 1792
- Candide
  - Chiesa di Santa Maria Assunta, strumento doppio 12', 1799 (op. 367)
- Chiaravalle
  - Abbazia di Santa Maria in Castagnola, 1775 (op. 108)
- Chioggia
  - Chiesa di sant'Andrea Apostolo organo doppio
  - Cattedrale di Santa Maria Assunta (op. 244)
  - Chiesa di San Francesco entro le mura 1769 (op. 47)
- Cingoli
  - Monastero di S. Benedetto, 1769 (op. 50, proveniente da S. Spirito)
  - Cattedrale S. Maria Assunta, 1773 (op. 83)
  - Monastero di S. Sperandia, 1773 (op. 84)
  - Collegiata di Sant'Esuperanzio, 1792 (op. 304)
- Corinaldo

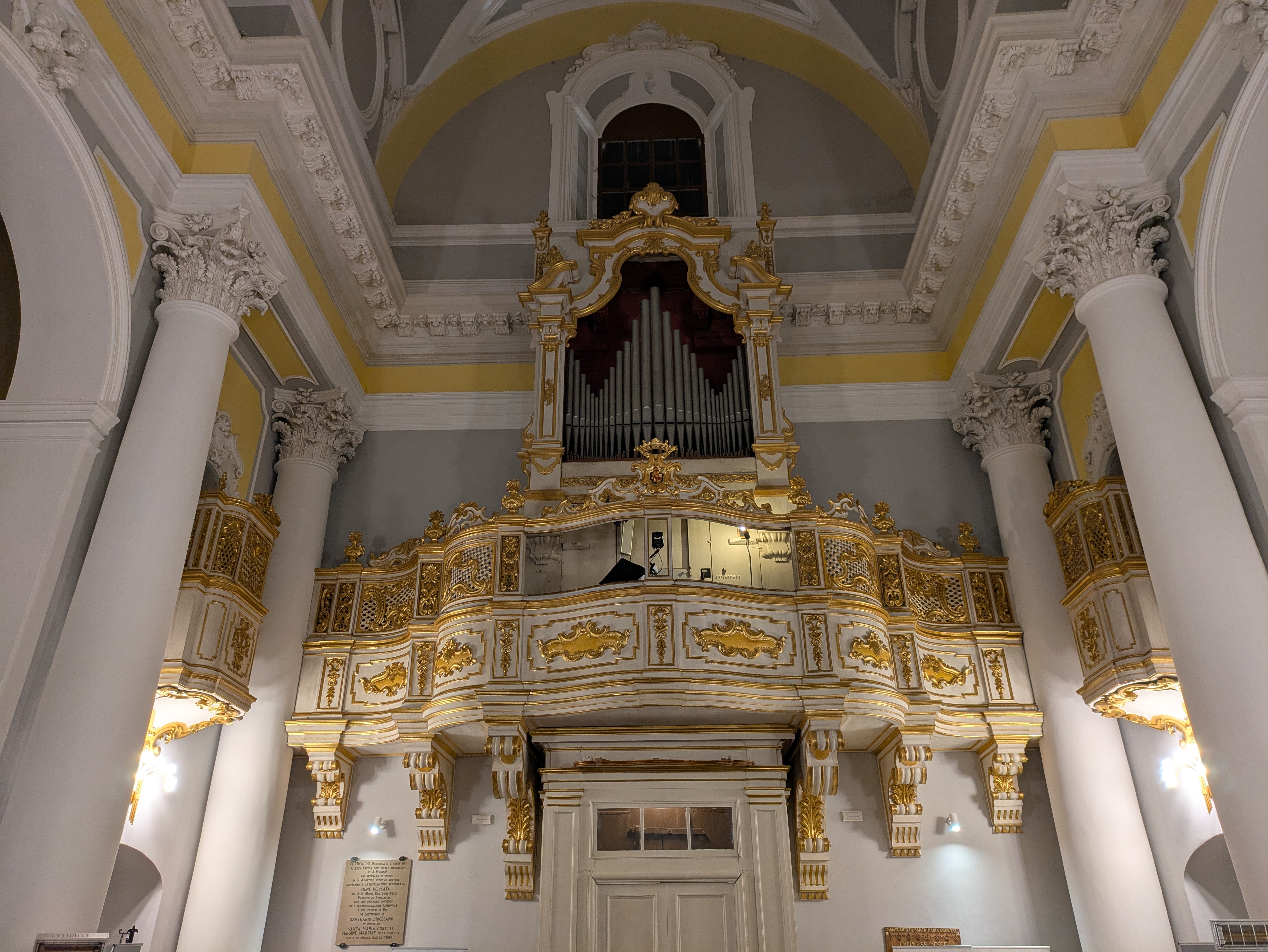
Organo di Sant'Agostino/Santa Maria Goretti, Corinaldo (AN), costruito nel 1767, opera 35.

- - S. Maria Addolorata (già Monastero di S. Anna), 1766 (op. 27)
  - Santuario S. Maria Goretti (già S. Agostino), 1767 (op. 35)
- Costa di Rovigo
  - Oratorio di San Rocco Confessore (località Costiola), 1782
- Cupramontana
  - S. Lorenzo, 1786 (op. 227)
- Fabriano
  - SS. Biagio e Romualdo, 1791 (op. 294)[3]
  - Fraz. Albacina, S. Venanzio Vescovo, 1774 (op. 96, proveniente dal Monastero di S. Caterina di Cingoli)
- Fano
  - S. Paterniano, 1775 (op. 103, di 12')
  - S. Pietro in Valle, 1765 (op. 21, proveniente da S. Ignazio)
- Feltre
  - Cattedrale di San Pietro Apostolo, strumento doppio di 12'
- Fermo
  - Chiesa SS. Martino e Quirico, 1763 (op. 4, già nella Chiesa dei Gesuiti)
  - Cattedrale S. Maria Assunta, strumento doppio di 12', 1789 (trasformato da Vincenzo Mascioni nel 1914)
  - S. Domenico, 1803 (op. 397)
  - Cattedrale di S. Maria Assunta, 1803 (op. 398, proveniente dalla Chiesa di S. Zenone, in precedenza nella Chiesa degli Angeli Custodi)
- Forlì
  - Cattedrale di Santa Croce, due organi
  - Chiesa di Santa Maria della Visitazione o Chiesa del Suffragio
  - Basilica di San Pellegrino Laziosi

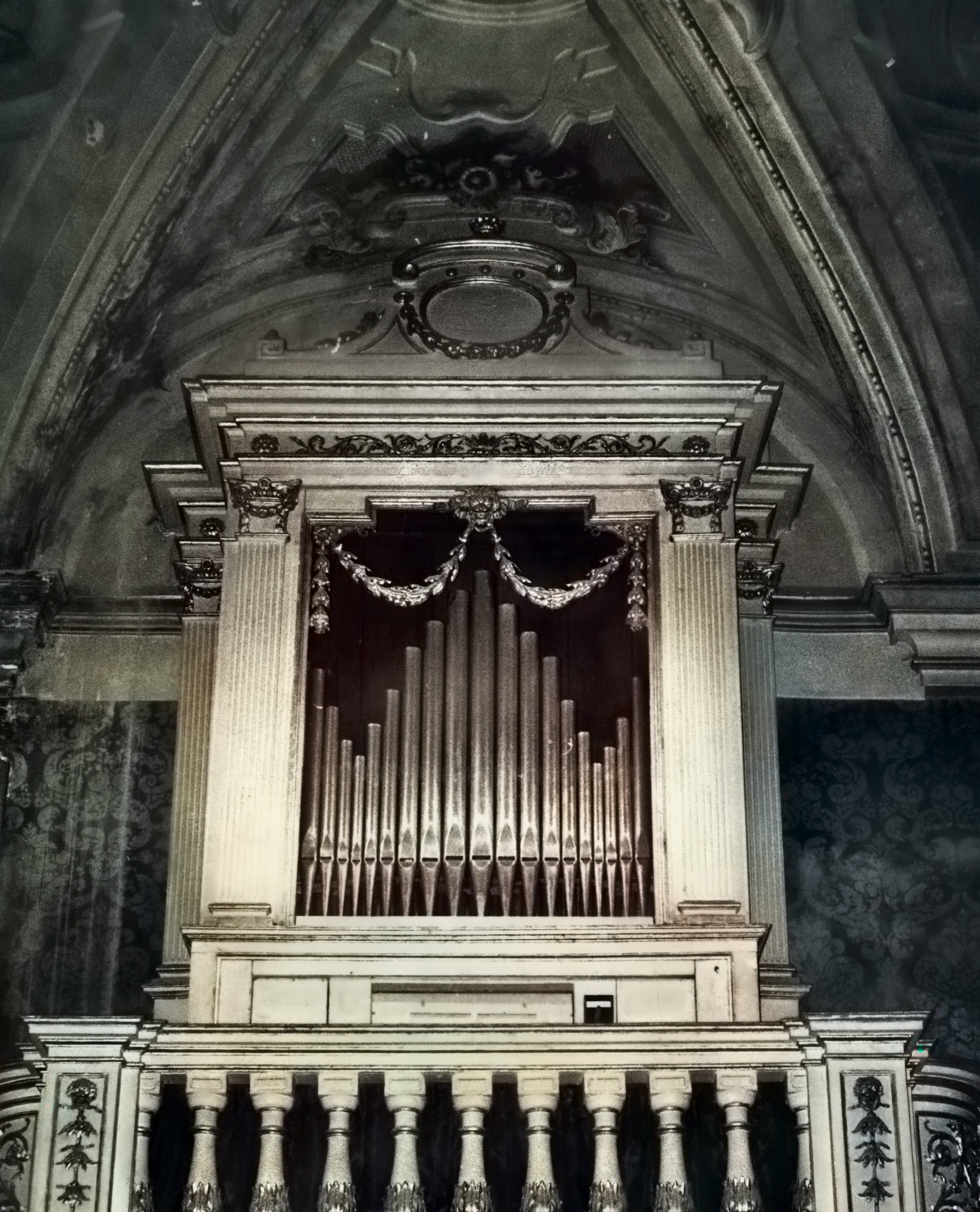
Organo Callido Chiesa di San Giuseppe di Forlì (1779)

  - Organo Callido Chiesa di San Giuseppe di Forlì (1779)Chiesa di San Giuseppe o Oratorio dei falegnami
  - Chiesa di Santa Lucia
  - Chiesa della Santissima Trinità
- Forno di Zoldo (1812) è opera dei figli Agostino e Antonio subentrati nel 1806/7
  - Chiesa di San Floriano
- Fossalta di Trebaseleghe
  - chiesetta parrocchiale di San Giacomo Organo Callido di Fossalta
- Fossombrone

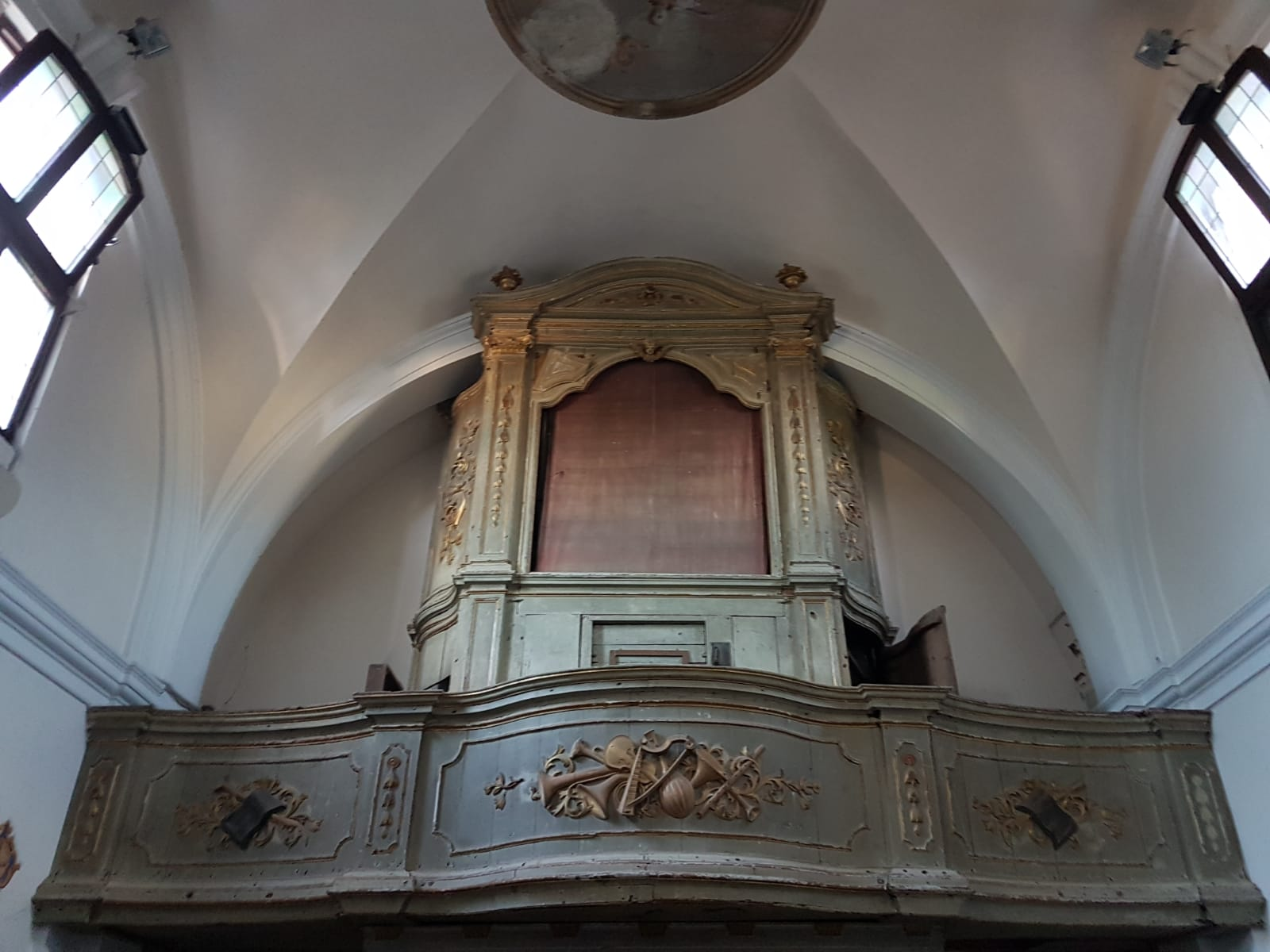
Organo Callido di Fossalta

  - Cattedrale S. Aldebrando, 1785 (op. 216)
- Gambarare di Mira
  - Chiesa di San Giovanni Battista
- Gradara
  - S. Clemente, 1783 (op. 194)
  - Fraz. Fanano, S. Michele Arcangelo, 1791-92 (op. 296)
  - Fraz. Granarola, S. Cassiano, 1790 circa (positivo ad ala di 5 registri con facciata muta)
- Grottammare
  - chiesa di S. Pio V[4]
- Grottazzolina
  - Ss. Sacramento, 1788 (op. 251)
- Guarda Veneta
  - Chiesa di San Domenico, 1783
- Lapedona
  - S. Lorenzo, 1784 (op. 207)
- Loreo
  - Duomo di Santa Maria Assunta, 1787
- Loro Piceno
  - S. Francesco, 1793[5]
- Lugo
  - Chiesa del Carmine
- Macerata
  - Cattedrale di S. Giuliano, organo doppio, 1790
  - Collegiata di S. Giovanni, 1792 (op. 306, proveniente dal demolito Convento di S. Francesco)
  - Chiesa di S. Paolo, 1803 (op. 406, proveniente dal Convento di S. Domenico)
  - Monastero Corpus Domini, 1804 (op. 414)
  - Chiesa di S. Croce, 1804 (op. 415)
  - Chiesa di S. Maria della Porta, 1773 (op. 85, proveniente dal Monastero di S. Maria Maddalena in Serra de'Conti, AN)
- Maiolati Spontini
  - Collegiata S. Stefano, 1788 (op. 250, proveniente dal Monastero di S. Maria Nuova di Ancona)
- Mondolfo
  - Collegiata S. Giustina, 1776 (op. 116, proveniente dal Monastero di S. Anna)
- Montebelluna
  - Santa Maria in Colle, strumento doppio, 1805 (op. 423); Disposizione fonica

- Montecassiano

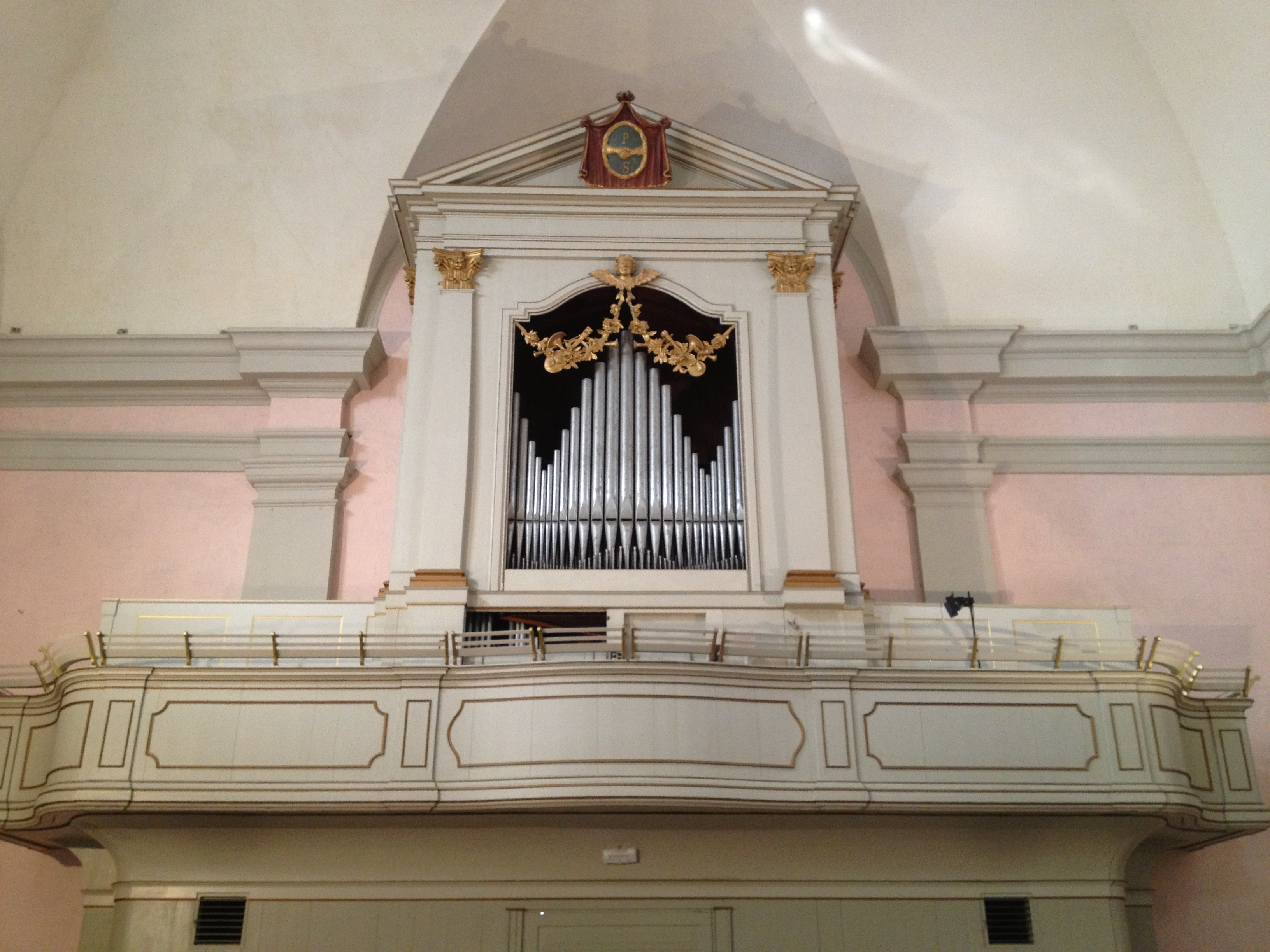
Organo della chiesa di Santa Maria in Colle a Montebelluna

  - Collegiata di S. Maria Assunta, 1775 (op. 105, erroneamente indicato di 12' )
- Montecosaro
  - S. Agostino, 1792 (data desunta dalla "legenda" con i consigli di registrazione)
- Monte di Malo
  - Chiesa di San Giuseppe. L'organo fu costruito nel 1805 (op. 420) e venne collocato nella chiesa precedente a quella dove attualmente funziona. Nel 1883 il parroco Gio.Battista Munaretti, spinto da un grande interesse per l'organo, decise di ampliarlo e affidò il lavoro all'organaro Gio.Batta Zordan, il quale aggiunse 12 registri da concerto e costruì molte parti dello strumento. Nel 1897 Francesco Zordan (figlio di Gio.Batta) smontò l'organo dalla vecchia chiesa e "ne riponeva in bell'ordine le parti, per poterlo successivamente trasferire e rimontare nel nuovo tempio". Sette anni più tardi, lo stesso Francesco, rimontò lo strumento nella nuova chiesa. Successivamente l'organo subirà ulteriori modifiche, per renderlo "più aderente alle nuove idee Ceciliane", ma il restauro completo ultimato nel 2018 riporta questo prezioso strumento all'antico splendore e quindi alle sonorità del 1883.
- Montegiberto
  - S. Nicolò, 1797 circa
- Montemarciano
  - Collegiata S. Pietro Apostolo, 1804 (op. 416, tastiera costruita dal figlio Antonio nel 1801)
- Monterubbiano
  - Collegiata S. Maria dei Letterati, 1803, op. 399[6].
- Monte San Giusto
  - Collegiata S. Stefano, 1792 (op. 307)
- Monte San Pietrangeli
  - S. Francesco, 1790 circa[7]
- Morrovalle
  - Collegiata S. Bartolomeo, 1804 (op. 408)
- Ossimo Inferiore (Brescia) 
  - Chiesa Parrocchiale dei SS. Cosma e Damiano Martiri. 1808.
- Ostra
  - SS. Giuseppe e Filippo, 1783 (op. 197)
  - SS. Rocco e Girolamo, 1771 (op. 67)

- Ostra Vetere

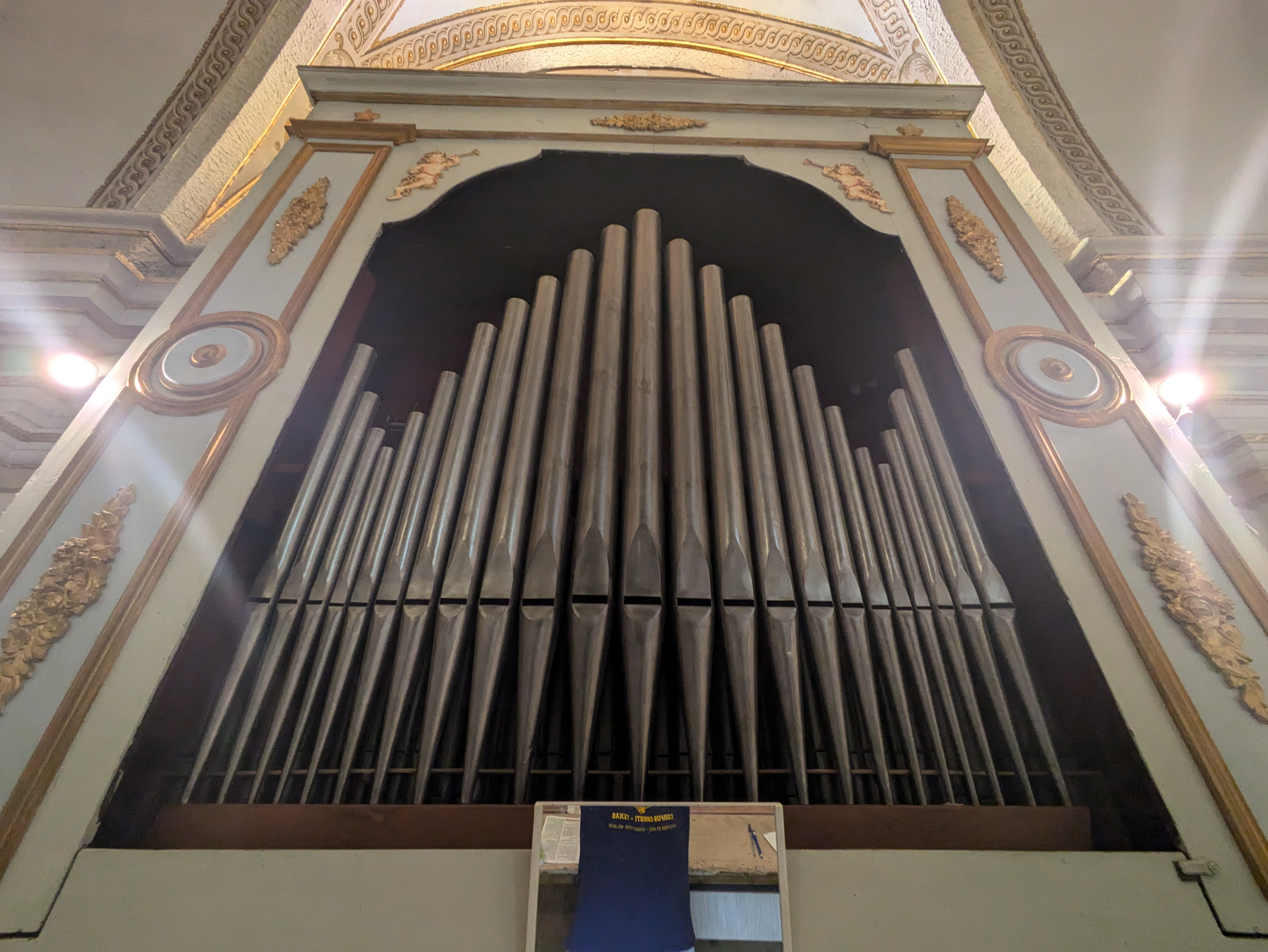
Organo Callido del 1788 nel Santuario di San Pasquale Baylon, Ostra Vetere (AN)

  - Collegiata S. Maria Annunziata, 1783 (op. 196, proveniente da S. Francesco)
  - S. Croce (Santuario S. Pasquale Baylon), 1788 (op. 252, proveniente dal Ss. Sacramento di Ostra)
- Padova
  - Chiesa di Ognissanti
  - Chiesa di Altichiero in Padova Maternità della Beata Vergine Maria (proveniente da Chiesa di Sant' Eufemia di Altichiero), 1802, op. 387, (ricostruito da G. B. Zordan 1865, op. 41, restaurato da G. F. Paccagnella 2005)
- Pesaro
  - S. Agostino, 1776 (op. 118)
  - S. Cassiano, 1806 (op. 428)
  - S. Maria del Carmine (Purificazione), 1765 (op. 20, proveniente da un monastero di monache domenicane)
  - S. Martino, 1790 circa
- Petritoli
  - S. Maria ad Martires (o S. Francesco, a suo tempo annessa all'ospedale), 1777 (op. 127)
- Polesella
  - Chiesa della Beata Vergine del Rosario, 1797
- Pollenza
  - Collegiata di S. Biagio, 1793 (op. 316, proveniente probabilmente dalla Chiesa di S. Rocco di Jesi)[8]
- Porto Viro
  - Chiesa di San Bartolomeo Apostolo, 1787 (op. 236)
- Pozzonovo
  - Chiesa della Natività della Beata Vergine Maria, 1804
- Recanati
  - S. Francesco, 1770 (op. 58)
  - S. Vito, 1790 circa (inglobato per intero in una cassa più grande, con relativa facciata muta)
- Ripatransone
  - Cattedrale SS. Gregorio Magno e Margherita, 1783 (op. 195, proveniente dal Convento dei PP. Minori Osservanti del Ritiro)
- Ripe
  - S. Pellegrino, 1792[9]
- Rovigo
  - Tempio della Beata Vergine del Soccorso, 1767 (op. 34)
  - Chiesa di San Bartolomeo, 1778 (op. 134)
  - Chiesa di Santa Maria dei Sabbioni, 1786 (op. 220)
  - Chiesa di San Zenone (Boara Polesine), 1780 (op. 157)

- San Benedetto del Tronto

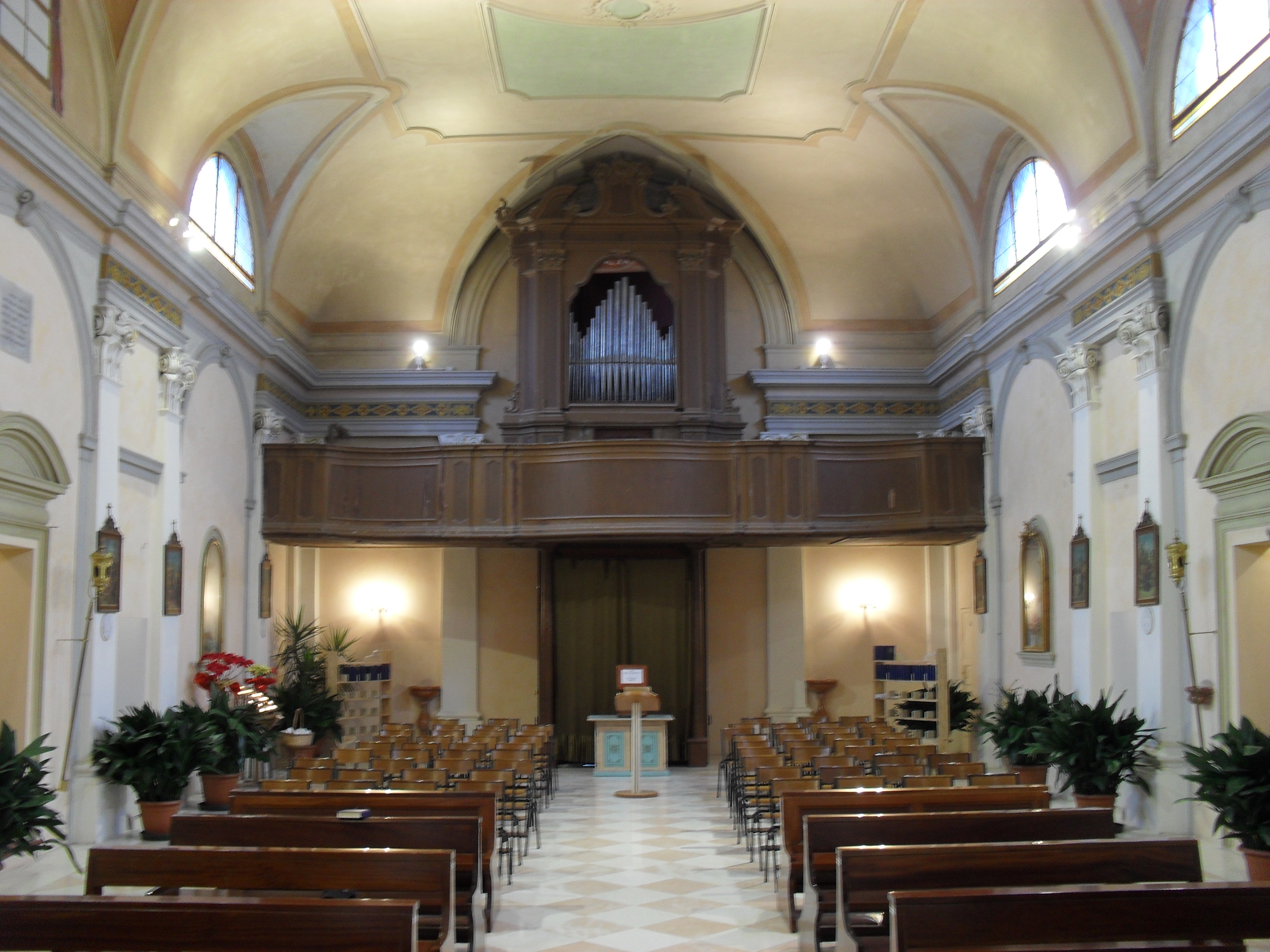
Organo del Callido, Chiesa di Santa Margherita, Presciane - San Bellino (RO)

  - Cattedrale Santa Maria della Marina
- San Bellino
  - Chiesa di Santa Margherita
- San Cipriano: op.69 del 1773, sono conservate tutte le canne e la storica cassa nell'organo della nuova chiesa parrocchiale, nell'organo Tamburini Girotto del 1971
- San Costanzo
  - S. Pietro (o S. Agostino), 1785 (op. 215)
  - Fraz. Cerasa, Chiesa di S. Lorenzo, 1784 (op. 204, proveniente dal Monastero di S. Cristina di Senigallia)[10]
- Sant'Elpidio a Mare
  - Collegiata, 1765 (op. 22)
  - Basilica della Misericordia, 1785 (op. 214 proveniente da San Francesco, collocato in presbiterio nella cantoria di sinistra di fronte al Nacchini del 1757, op. 328)
  - S. Filippo, 1794 (op. 319, anno di costruzione e numero d'opera riportati sulla "legenda")
- San Tomaso Agordino
  - Chiesa Parrocchiale, 1802
- Semonzo
  - Chiesa di S. Severo, 1776 (op.114)
- Senigallia
  - Chiesa della Croce, 1775 (op. 104)
  - Chiesa di S. Maria del Ponte al Porto, 1755, in collaborazione con Pietro Nacchini[11]
  - Chiesa di S. Martino, 1802 (op. 395, proveniente da S. Antonio)
  - Chiesa dell'Immacolata Concezione (già Chiesa di S. Filippo), 1784 (op. 203)
  - Fraz. Montignano, S. Giovanni Battista, 1770 (op. 57, proveniente da S. Francesco di Corinaldo)
- Spinea
  - San Vito e Modesto, Organo doppio di 12' e 8' (8' rimosso nel tardo 800), 1773 (op. 86-87)
- Staffolo
  - S. Francesco, 1769 (op. 51)
- Taibon Agordino
  - Chiesa di San Cipriano, 1801, ne rimane la cassa armonica, la consolle, la pedaliera ed alcune canne
- Tolentino
  - Chiesa di S. Maria Nuova o "della Tempesta", 1803 (op. 396)
  - Cattedrale S. Catervo, 1786 (op. 226, smontato e già restaurato, da rimontare)
- Treia
  - Cattedrale Ss. Annunziata, 1779 (op. 152, proveniente da Arcevia)
  - S. Francesco, 1790 circa (inglobato insieme ad un altro organo antico, probabilmente Fedeli, in un organo elettro-pneumatico Giustozzi del 1951)
- Tremosine sul Garda
  - chiesa di San Bartolomeo (frazione di Vesio)
- Treviso
  - Chiesa di San Nicolò, doppio di 12'
- Udine
  - Chiesa di S. Giorgio in borgo Grazzano
- Urbisaglia
  - Collegiata di S. Lorenzo, 1792 (op. 303, proveniente dalla Chiesa di S. Filippo in Macerata)
- Urbino
  - Cattedrale Metropolitana, 1801 (op. 384, trasformato da Luigi Giudici nel 1892, elettrificato dalla ditta Girotto nel 1980)
- Vallada Agordina
  - Chiesa di San Simon
- Vallio - Roncade
  - Chiesa parrocchiale - S.Nicola di Bari
- Venezia
  - Chiesa di San Zulian, Op.12 1764
  - Chiesa di San Giacomo dall'Orio;1776
  - Chiesa di San Lio, Op.212 1784
  - Chiesa di San Martino, Op.365 1799
  - Chiesa di San Moisè, Op.377 1801
  - Chiesa di San Trovaso, strumento doppio di 12', 1765 (op. 16-17)
  - Chiesa di San Polo
  - Chiesa di San Zaccaria
  - Basilica di San Marco - 3 organi
  - Basilica di Santa Maria Gloriosa dei Frari
  - Basilica dei Santi Giovanni e Paolo 1790 opera 267
  - Chiesa di San Pantalon 1803 opera 400
- Villa di Villa - Belluno
  - Chiesa Arcipretale - San Nicolò Vescovo organo op. 403 del 1803
- Venzone
  - Duomo di S. Andrea Apostolo, Op. 302[12] 1792

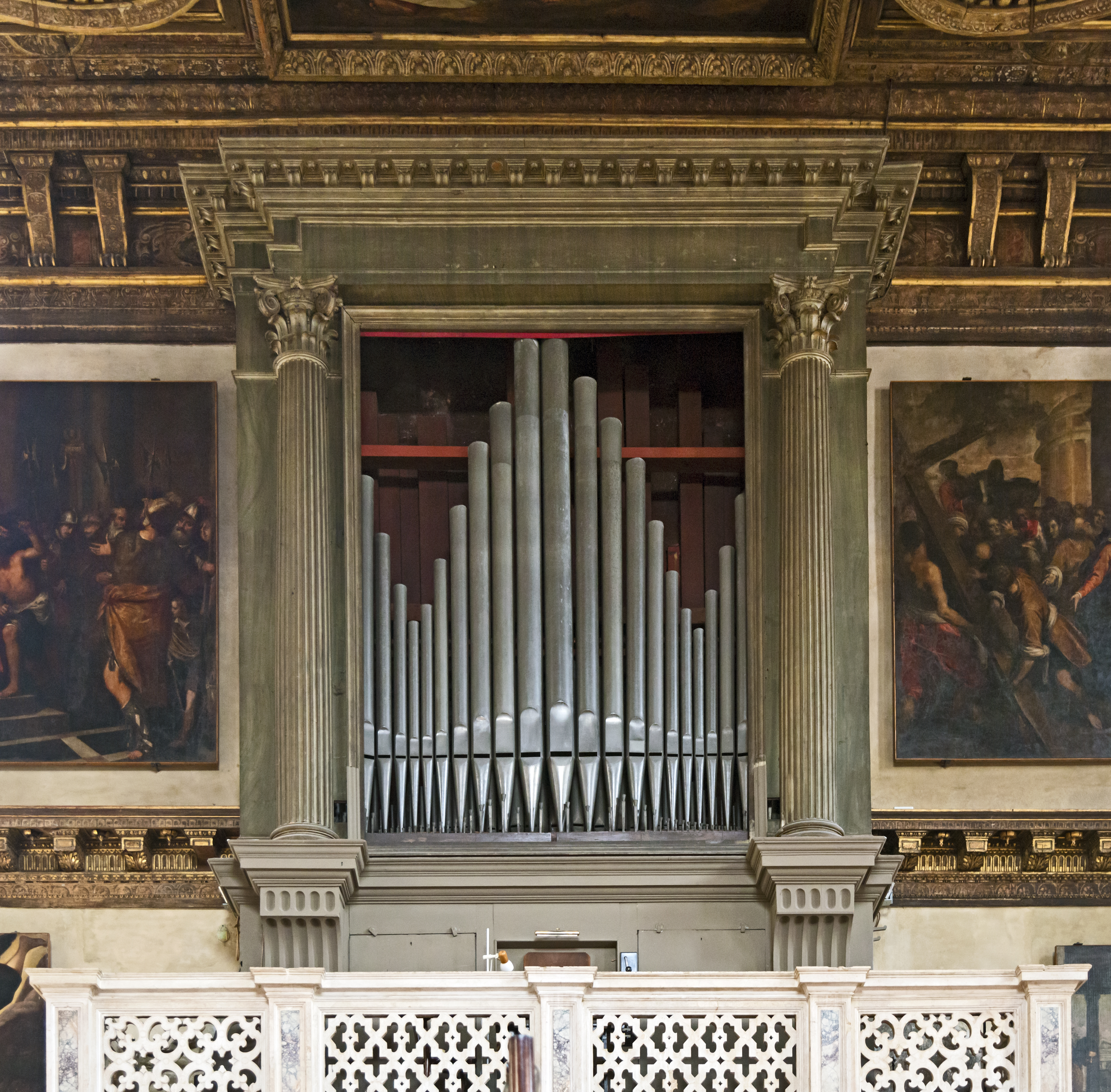
San Zulian, Venezia
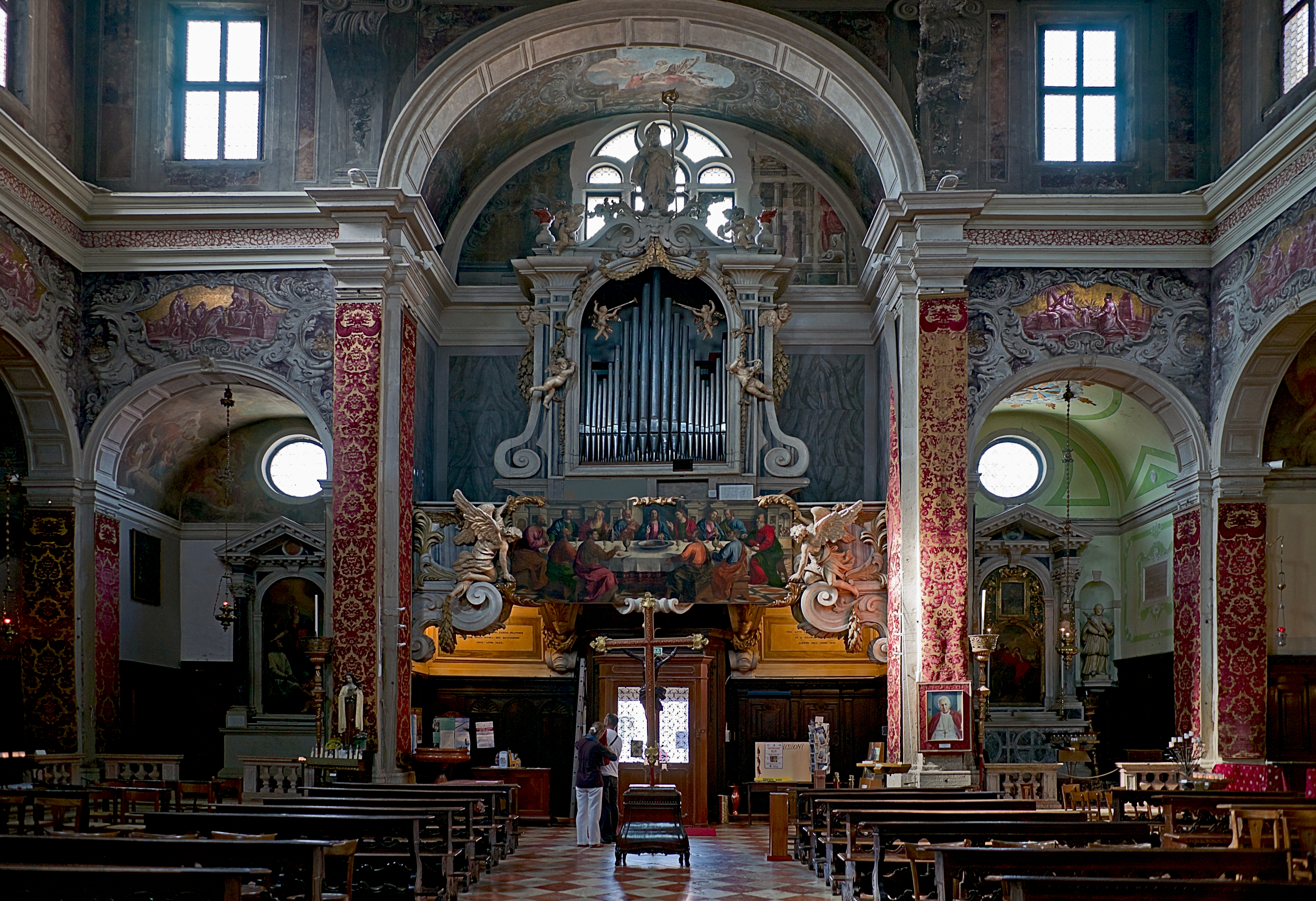
San Martino, Venezia
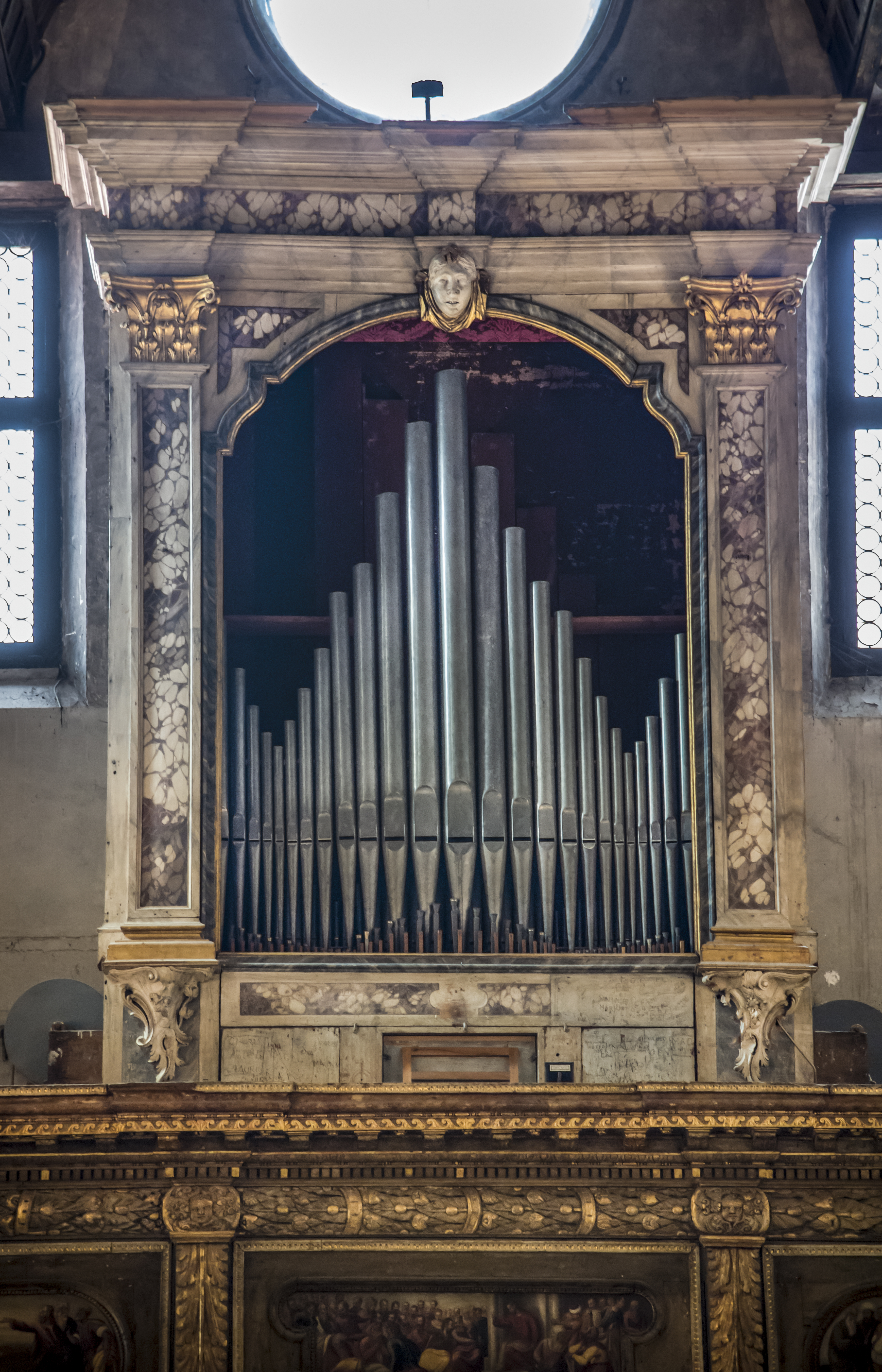
San Giacomo dall'Orio
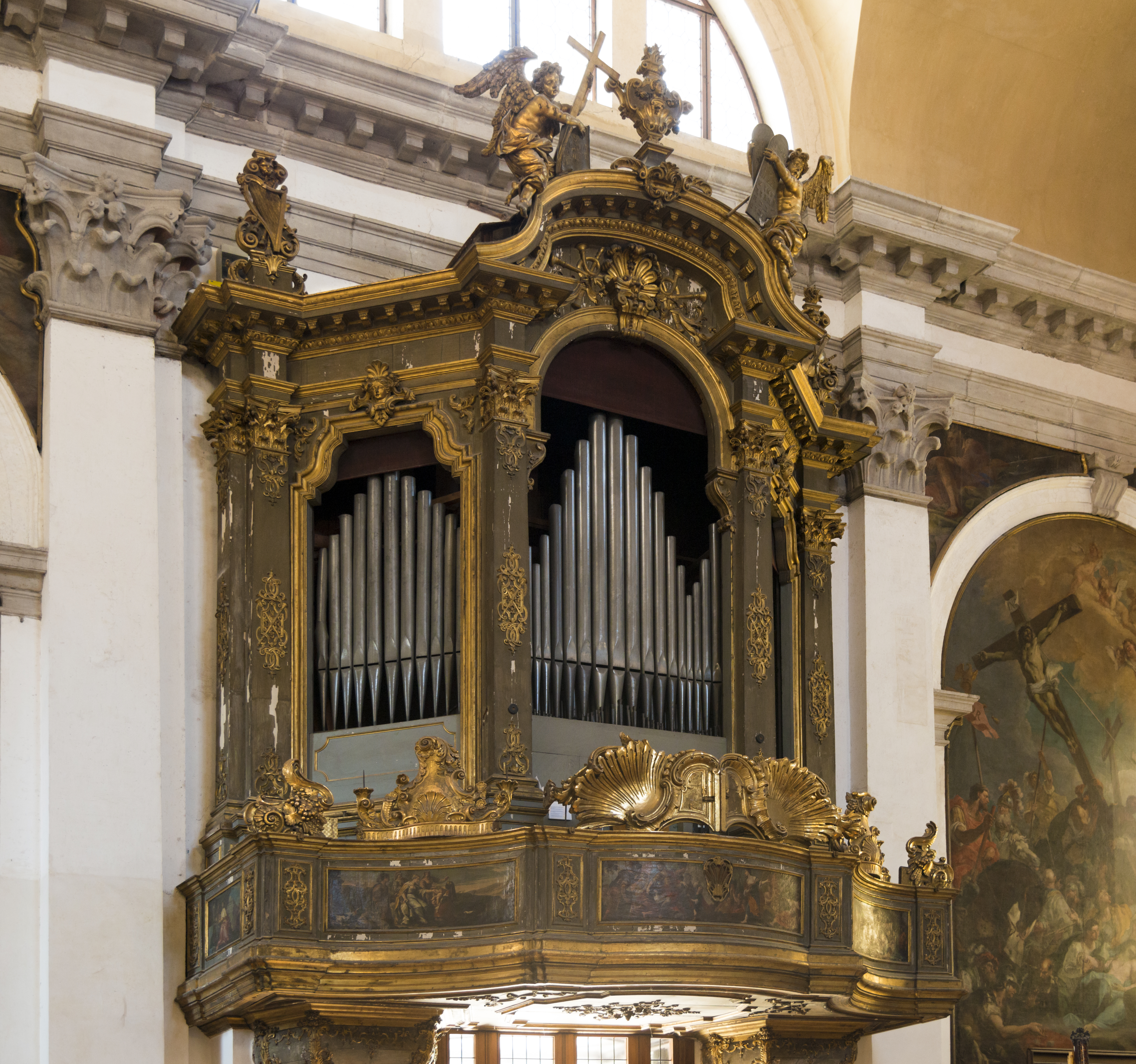
San Moisè
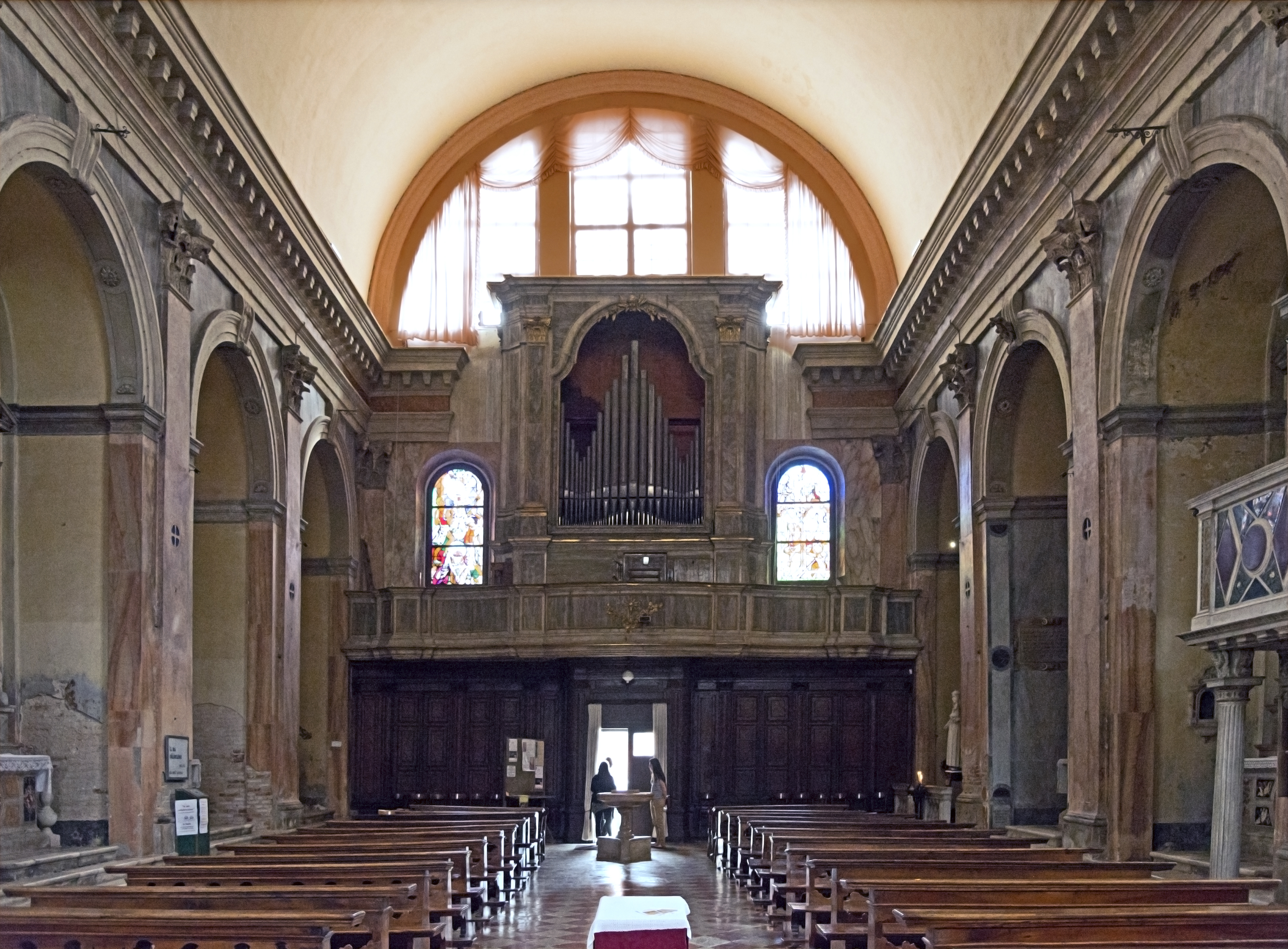
San Trovaso
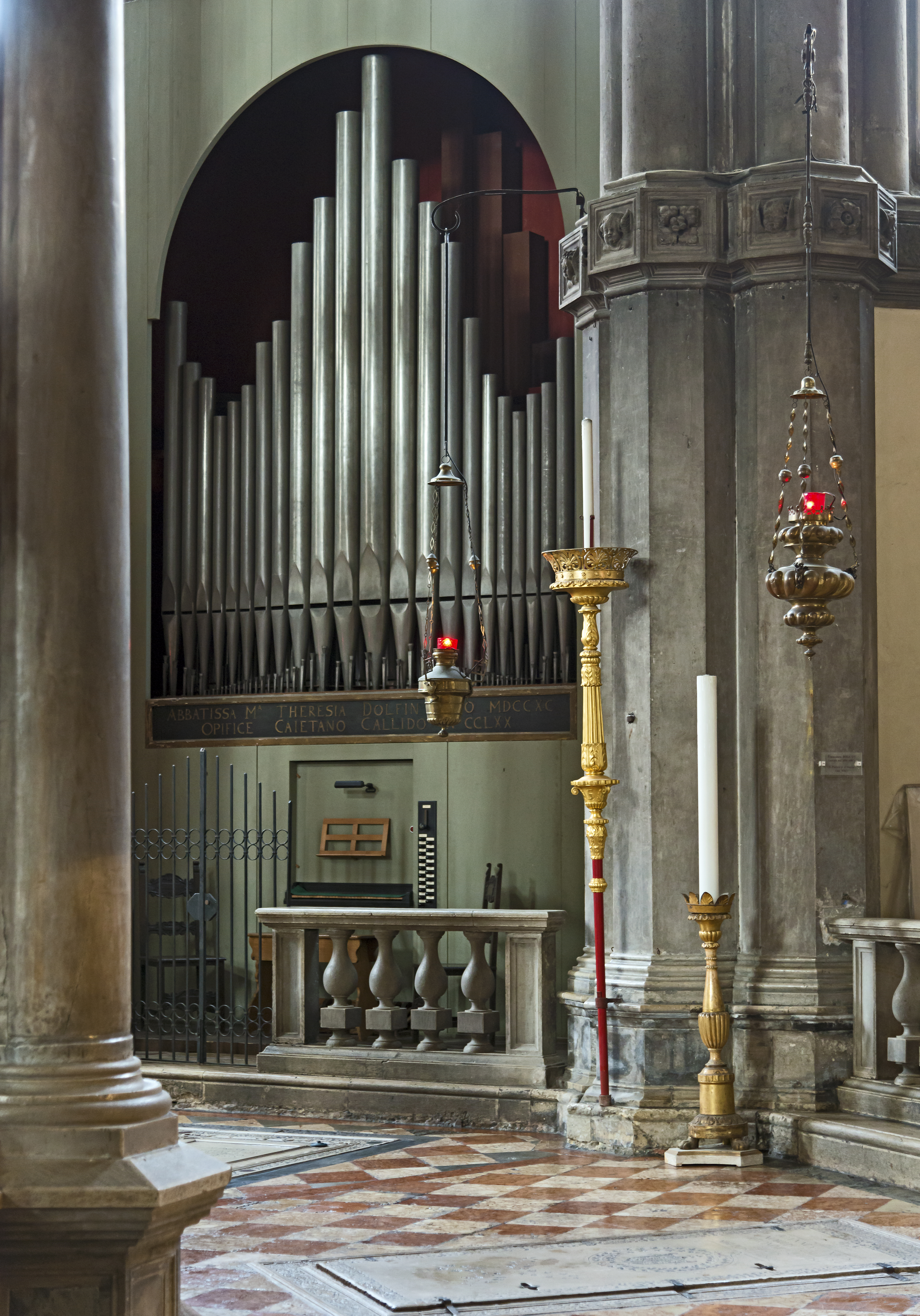
San Zaccaria
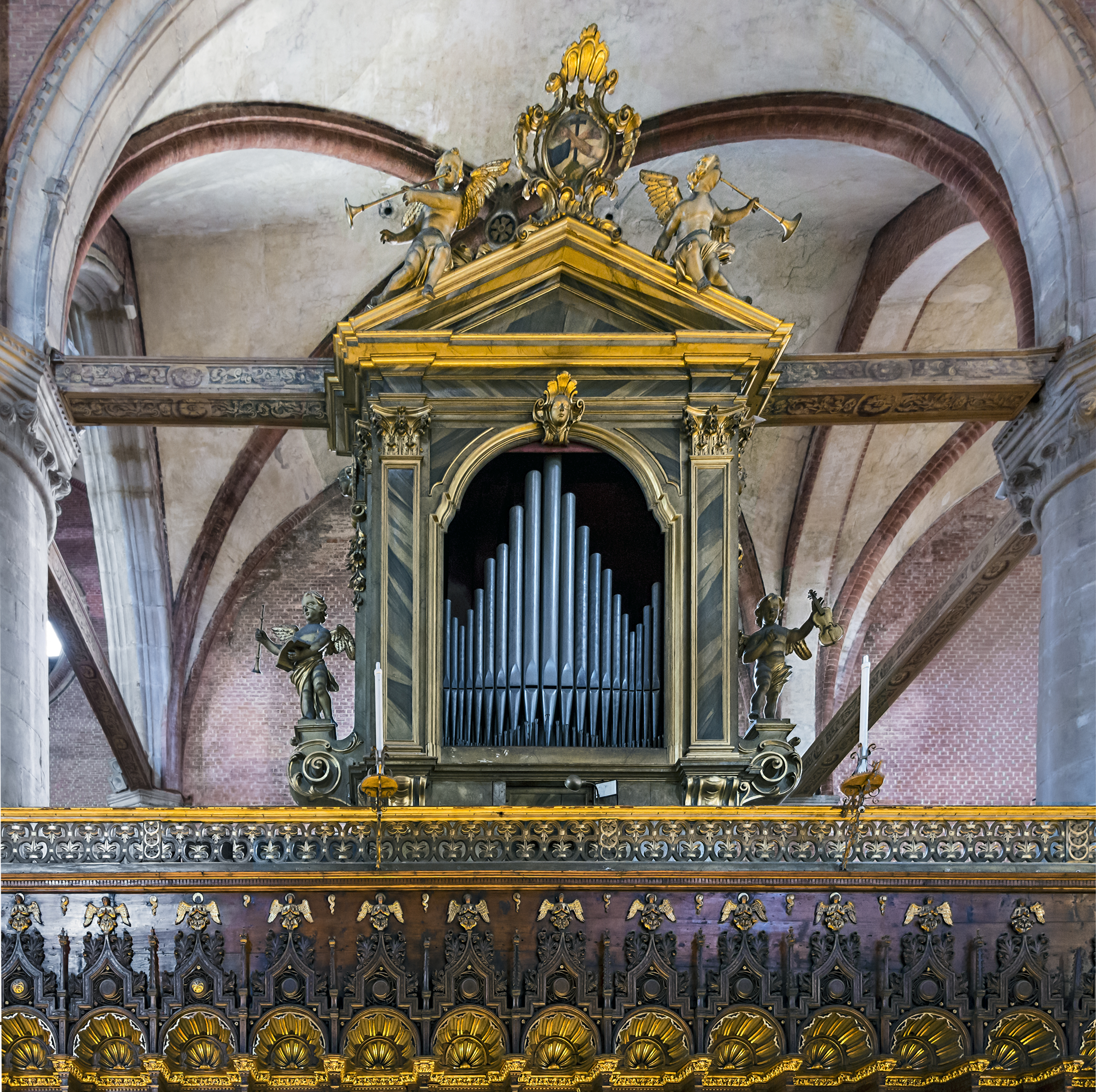
Basilica di Santa Maria Gloriosa dei Frari
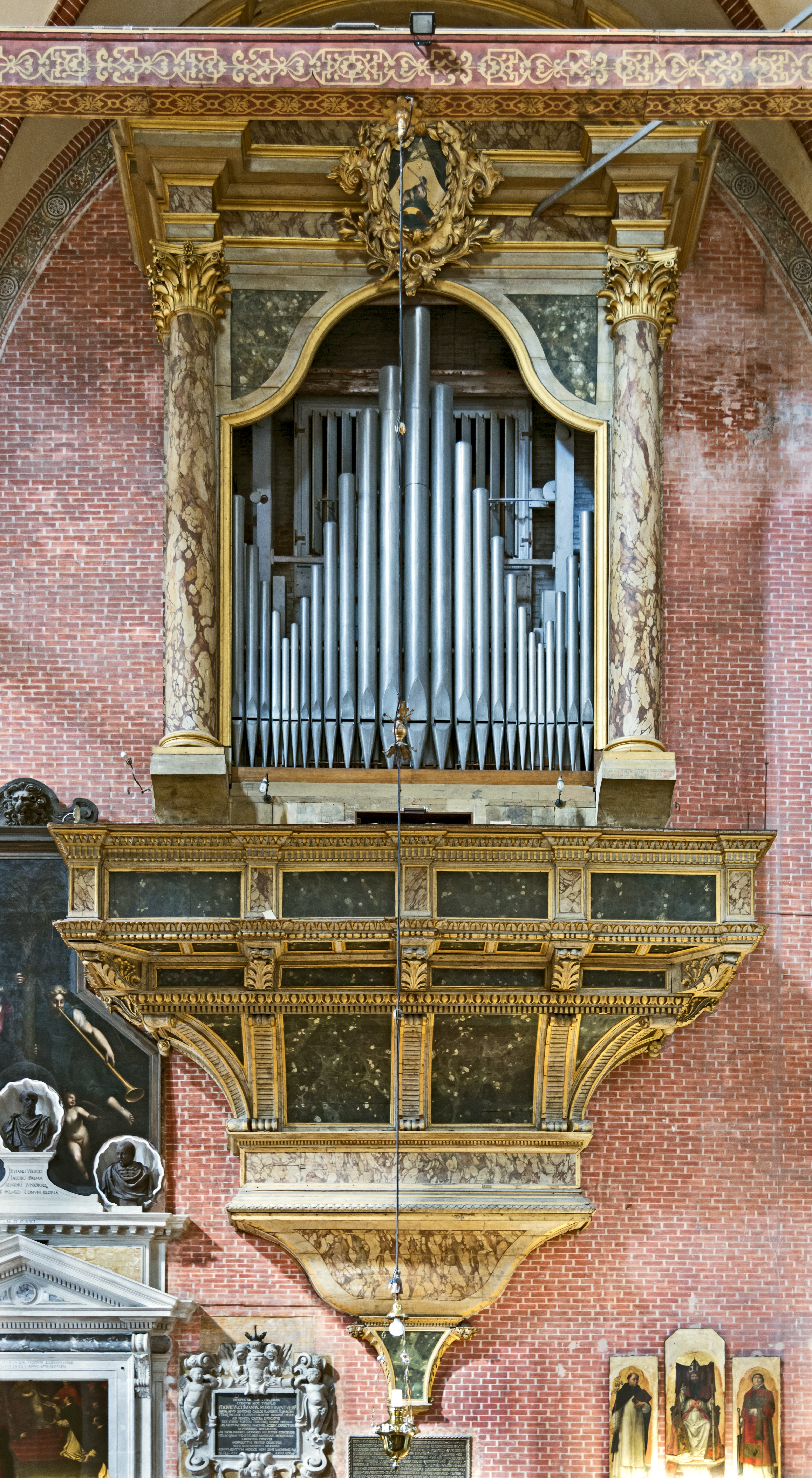
Santi Giovanni e Paolo
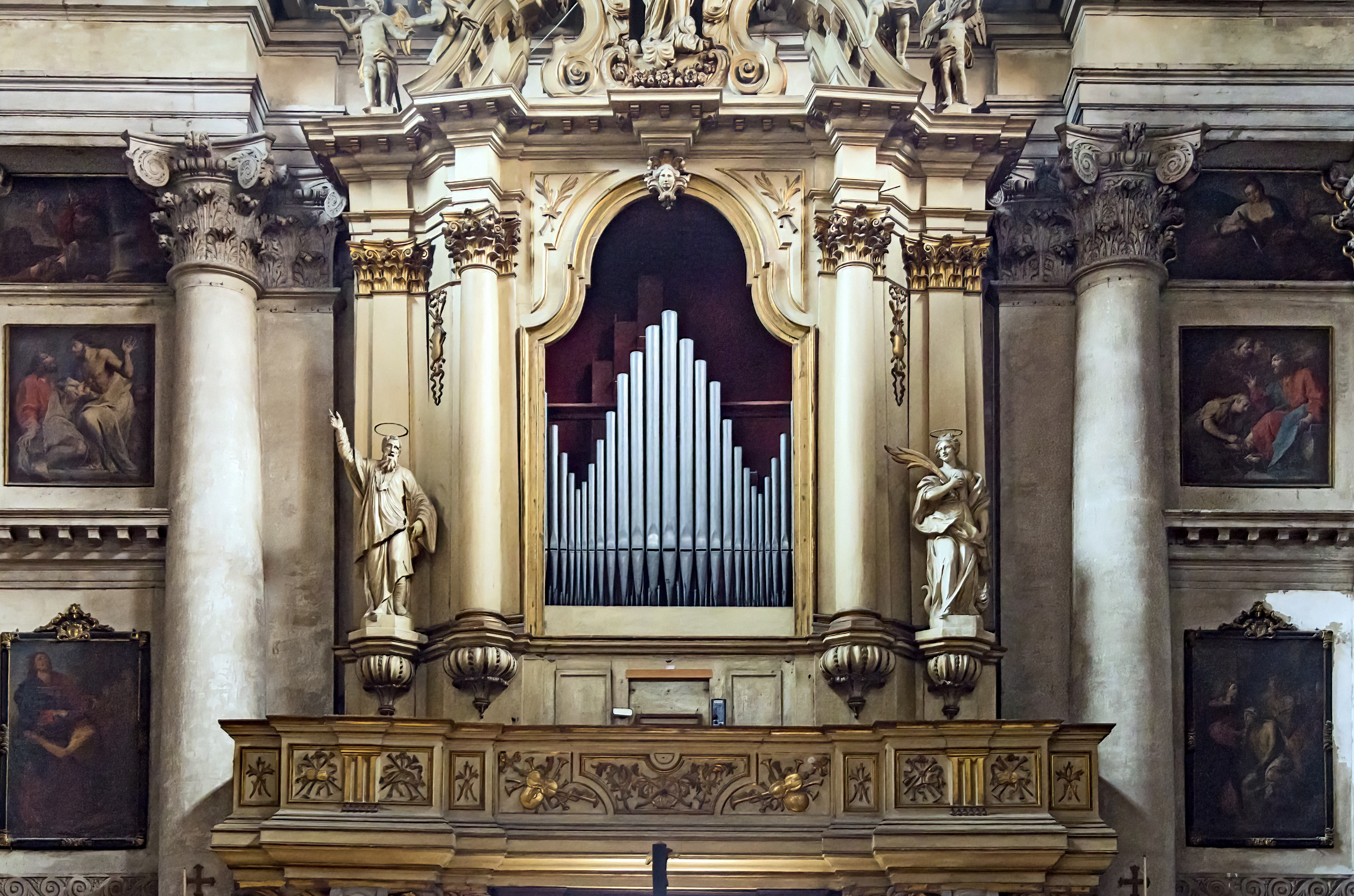
San Pantaleone